# Pterocarpus ternatus
Pterocarpus ternatus är en ärtväxtart som beskrevs av Carlos Toledo Rizzini. Pterocarpus ternatus ingår i släktet Pterocarpus och familjen ärtväxter. Inga underarter finns listade i Catalogue of Life.